# Microsema plagiata
Microsema plagiata är en fjärilsart som beskrevs av Butler 1882. Microsema plagiata ingår i släktet Microsema och familjen mätare. Inga underarter finns listade i Catalogue of Life.